# Acrocyrta rufofemorata
Acrocyrta rufofemorata là một loài bọ cánh cứng trong họ Cerambycidae.